# روبرت هاميلتون ماثيوز
روبرت هاميلتون ماثيوز (بالإنجليزية: R. H. Mathews)‏ هو لغوي وعالم إنسان أسترالي، ولد في 1841، وتوفي في 1918.